# Louis Spohr
Louis Spohr (Braunschweig, 1784. április 5. – Kassel, 1859. október 22.) német romantikus zeneszerző, hegedűs és karmester. Eredetileg Ludwignak nevezték el szülei, de ő műveinek kéziratán mindig keresztneve francia változatát használta.

## Élete

### Gyermekkor és tanulóévek
Louis Spohr egy zenekedvelő család gyermekeként látta meg a napvilágot 1784-ben. Apja, Karl Heinrich Spohr (1756–1843) orvos és amatőr fuvolaművész, édesanyja, Ernestine Henke (1763–1840) énekesnő és amatőr zongorista volt. Mindketten támogatták és ösztönözték fiukat, amikor Louis 5 évesen elkezdett hegedű leckéket venni. Hegedűtanulmányai mellett megtanult orgonálni, és képzőművészeti tanulmányokat is folytatott (a festészet iránt érdeklődött).

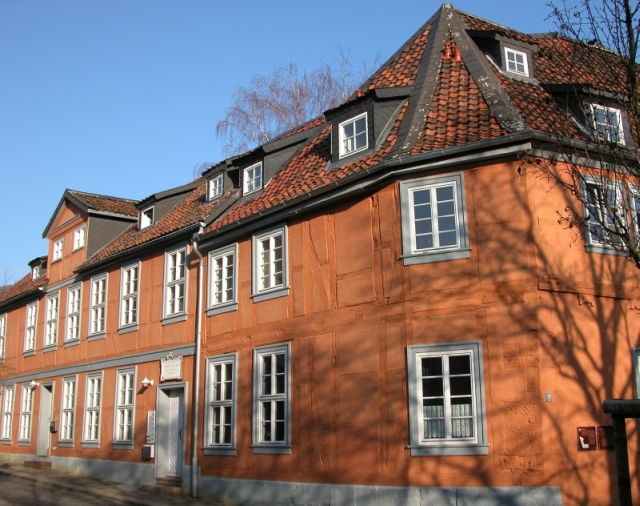
Louis Spohr szülőháza(Adr.)

15 évesen Charles-Guillaume-Ferdinand de Brunswick herceg zenekarának a tagja lett. A herceg támogatásának hála, tanulmányait a kor virtuóz hegedűművészének Franz Anton Ecknek (1774–1804) a vezetésével tudta folytatni, akihez egy évre Szentpétervárra utazott. Itt lehetősége volt megismerkedni korának több híres muzsikusával, többek között Muzio Clementivel és John Fielddel, is.
1800-ban volt alkalma megtekinteni Cherubini Les deux journées ou le porteur d’eau című operájának előadását. A darab nagy hatást gyakorolt rá, akárcsak Giovanni Baptista Viotti hegedűjátéka, aki a kor híres hegedűsének, Kreutzernek volt a tanítványa. Viotti mellett a herceg alkalmazta udvarában Pierre Rode-ot is, akinek stílusából Spohr szintén nagyon sok mindent elsajátított. 1804-ben nagy koncertkörutat tett a mai Németország területén (Berlin, Hamburg, Drezda). Fellépései mindenhol sikert arattak, és a fiatal Spohr egy csapásra ismert hegedűművész lett. Lipcsei koncertje után az egyik legbefolyásosabb folyóirat, az Allgemeine Musikalische Zeitung közölt róla pozitív hangú kritikát.

### Gotha és az első sikerek
Spohr 1805-ben Gotha városába tette át székhelyét, itt 1812-ig működött a hercegi udvar kápolnájának koncertmestereként. Emellett Bécs városi zenekarának első hegedűse is lett. 1806. február 2-án feleségül vette Dorette Scheidlert, az egyik udvari énekes lányát, aki három lány és egy fiúgyermekkel ajándékozta meg, de fiuk sajnos igen fiatalon meghalt. Feleségével sokat utazott és koncertezett. 1816-1817 között itáliai turnéra indultak, majd 1820-ban Angliában töltöttek el hosszabb időt, aztán a következő évben Párizsba mentek, ahol Spohr megismerkedett Cherubinivel. Első igazán jelentős kompozíciója az 1811-ben írt első szimfóniája volt.
1813-ban Spohrt kinevezték a bécsi Theater an der Wien színház zenekarának a vezetőjévé. Az osztrák fővárosba érkezve felvette a kapcsolatot a korszak legnagyobb, akkor még élő zeneszerzőjével, Ludwig van Beethovennel. Bécsben töltött évei alatt komponálta hetedik szimfóniáját és Wellington győzelme című zenekari művét. Ezenkívül írt négy vonósnégyest, és megalkotta első két vonóskvintettjét is. Ezeket a műveket Johann Tost rendelte meg, aki az Esterházy család szolgálatában állt mint hegedűs, és korábban Joseph Haydnnel is együtt dolgozott. Korábban Haydn és Mozart is több kvartettet komponált a számára.
Spohr nem használt zongorát vagy más hangszert komponálás közben, hanem barátjának, Giacomo Meyerbeernek a segítségét vette igénybe. Meyerbeer rögtönözte le zongorán a Spohr által elképzelt dallamokat, és Louis énekelte vagy dúdolta hozzá az énekes szólamát, ha volt ilyen.

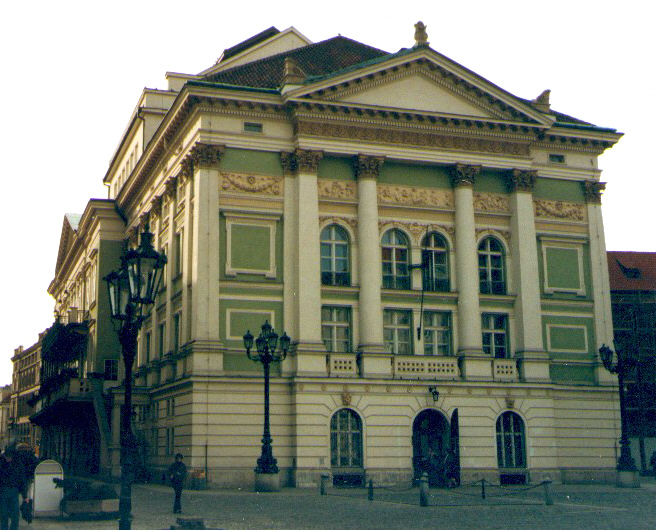
A Ständetheater Prágában, itt mutatták be Spohr Faustját 1816-ban.

Spohr életének egyik főműve volt Faust című operája. A művet három évig komponálta, azután hogy Carl Maria von Weberrel színházat alapítottak Prágában (Ständetheater). Bécsben akkoriban nagy sikere volt a singspiel műfajának, ez ösztönzőleg hatott Prága zenei életére is. A Faustot 1816-ban mutatták be, és az ugyanabban az évben bemutatott, E. T. A. Hoffmann által írt Undine mellett az első német romantikus operának számít. A darab ősbemutatóját Weber vezényelte. A Faust közvetlen hatást gyakorolt a Bűvös vadász kompozíciójára.
Spohr első operája nagy port kavart fel a korabeli német zenei életben, de a közönség tetszését hamar elnyerte: 1829-ben sor került a berlini, a következő évben a párizsi bemutatóra. 1852-ben Londonban is színre vitték a darabot. Ekkor a szerző némileg átdolgozta művét: a két felvonásból három lett, és a prózát dialógusok recitativók váltották fel. A Faust 1883-ig az európai operarepertoár sikerdarabja volt, majd szép lassan háttérbe szorult. Ma már csak elsősorban német társulatok veszik elő.
Első operája sikere után nem sokkal Spohr Bécsben kapott állásajánlatot, amit el is fogadott, majd a frankfurti opera igazgatója lett 1817-től 1819-ig. Ebben a minőségében volt alkalma megismerni Rossini számos operáját is, és bár nem szerette az olaszok stílusát, az olasz mesterek hatása mégis kimutatható olyan műveiben, mint a Zémire und Azor című opera.
1820-ban Angliába utazott, ahol mint karmester és hegedűművész egyaránt bemutatkozott. Négy hónapot töltött Londonban, ahol megírta a második szimfóniáját. A művet Haydn darabjai ihlették.

### Casseli évek
Miután visszatért a kontinensre, Hofkapellmeister lett a hesse-casseli választófejedelem udvarában. A állást jó barátja, Carl Maria von Weber szerezte neki. Spohr ebben a minőségében több zeneszerző műveit is vezényelte. Többek között ekkor ismerkedett meg Wagner zenéjével. A Cäcilien-Ver-ein  kórus vezetőjeként számos régi zeneszerző darabját fedezte fel újra és adatta elő: tanulmányozta Johann Sebastian Bach műveit, de Leonardo Leo, Gregori Allegri és Antonio Lotti számos darabját is felélesztette a tetszhalálból. Emellett részt vett, mint orgonista, a Cassel városában minden télen megrendezett kamarazenei fesztiválon is, ahol számos, akkor már klasszikusnak számító szerző művét adta elő.
A választófejedelem 46. születésnapja alkalmából komponálta Spohr másik jelentős operáját Jessonda címen. Az opera cselekménye egzotikus színhelyeken játszódik Indiában. A bemutató 1823-ban volt.

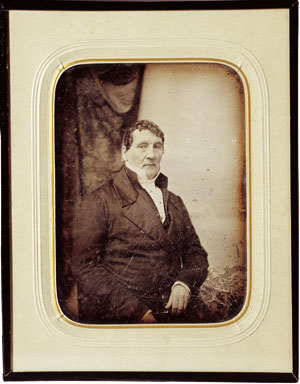
A zeneszerzőről készült dagerrotípia

Miután meghalt Carl Maria von Weber 1826-ban, majd a következő évben Ludwig van Beethoven, Spohr korának legbefolyásosabb és legünnepeltebb német zeneszerzőjévé lépett elő. Ezután komponálta meg 3. szimfóniáját. 1834-ben 25 évnyi házasság után veszítette el feleségét. Két év múlva házasodott meg újra: elvette a huszonkilenc éves zongoristát, Marianne Pfeiffert. 1838-ban azonban nagy tragédia érte: 19 éves korában meghalt Thérese nevű lánya. Ez mélyen megrázta, ami több művén is érezhető. Még ebben az évben Lipcsében járt, ahol alkalma volt találkozni Robert Schumann-nal.
1844-ben Brunswick városában fesztivált neveztek el róla, majd miután 25 évet szolgált már a hercegi udvarban, kinevezték Generalmusikdirectornak. 1847-ben London számára komponálta nyolcadik szimfóniáját, majd három év múlva, hatvanhat éves korában elkészítette utolsó művét ebben a műfajban.
Spohr demokrata meggyőződésű volt, a köztársaság híve. Nagy lelkesedéssel fogadta 1848 forradalmi megmozdulásait a mai Németország területén. Egyik kéziratát úgy datálta, hogy a dicsőséges forradalom idején, amikor felébredt a szabadság, az egyesülés és a nagyság vágya a németekben. Frankfurtba utazott, hogy részt vegyen a Szövetségi Gyűlésen. Lelkesedése azonban nemsokára lelohadt, hamarosan nyilvánvaló vált ugyanis, hogy a német egység és a köztársaság nem valósul meg.
Visszatért a választófejedelmi udvarba, ahol tovább folytatta korábbi tevékenységét, mígnem 1857-ben nyugdíjazták. Ezután még meglátogatta a fiatal Johannes Brahmsot Detmoldban, majd visszatért Casselba, ahol két év múlva meghalt.

## Munkássága

### Zenekari művei
Spohr kiváló zeneszerző és korán egyik legünnepeltebb hegedűse volt. Hegedűversenyei egy olyan szerző saját használatra készült darabjai, aki történetileg utoljára volt egyformán jelentős mint hegedűművész és zeneszerző. Ezeket a műveket koncertkörútjain mutatta be, az első versenymű 1799-ben, még az utolsó 1844-ben keletkezett. Összesen 18 darabot alkotott a mester ebben a műfajban, többnyire az úti-koncertek stílusában könnyű hegedűszólókkal. A művek felépítése változatos: helyenként a nyitó tételben adagio bevezetést találunk, a lassú középső tételek pedig recitativo elnevezésű bevezetőt kaptak, három kompozíció egyetlen tételből áll, ami gyorsuló tempójú szakaszokra tagolódik, egyes darabokban a szerző a régi és az általa elutasított modern stílust állította szembe. Nr. 8. jelzésű a-moll versenymű ma is nagy népszerűségnek örvend. A mű alcíme Egy énekes jelenetre. A bemutatóra 1816-ban a milánói Scalában került sor hatalmas sikerrel. A három tétel szünet nélkül folyik egymásba, a kompozíciót az opera dramaturgiájának megfelelően építette fel Spohr. A három tétel úgy viszonyul egymáshoz, mint a recitatvio, arioso és az ária.
1845-ben született meg a Versenymű vonósnégyesre op. 131. című darab, amelyet a szerző úgy szignált, mint olyan zenei műfajt, ami eddig nem létezett. A koncert két hegedűre, csellóra és brácsára készült zenekari kísérettel, tipikus három tételes formában. 1835-ben a Spohr egyik tanítványa korábbi mestere egy vonósnégyesét nagy zenekarral szólaltatta meg. Valószínűleg ez adta az ötletet a szerző számára a versenymű elkészítéshez.
Versenyművei mellett Spohr több szimfóniát is írt. 1831-ben készült el negyedik műve e műfajban, amelynek alcíme : A hangok felszentelése. Az alkotó szavai szerint: "karakterisztikus hangfestmény egy költemény nyomán". A tételben a szerző a hangok születését és a zene különböző funkcióit ábrázolta. A darab meglepően újszerű, távoli zenekari hatásokat is alkalmaz. A második tétel felépítése igen ötletes és eredeti: bölcsődalt, táncot és szerenádot állított egymás mellé benne a szerző. Másik igen eredeti darabja a zeneszerzőnek ebben a műfajban, az op. 116-os G-dúr szimfónia, amelyet Spohr történelmi szimfóniának szánt. Az első három tétel a Bach-Händel, a Haydn-Mozart és a Beethoven periódust ábrázolja egy-egy évszámhoz kötve, míg az utolsó tétel legújabb kort mutatja be. A darab ezen része jó példája a szerző neoromantika iránt érzett ellenszenvének (különösen Berlioz műveivel nem tudott kibékülni).

### Kamarazenéje
Spohr a kamarazene területén is jelentőset alkotott. 1813-ban komponált Nonett fuvolára, oboára, klarinétra, kürtre, fagottra, hegedűre, brácsára, csellóra és nagybőgőre című darabja a romantikus kamarazene megtestesítője. A mű hangvétele konfliktusmentesen dallamos, nagy formátuma és a négy tétel közül háromban alkalmazott szonáta forma ellenére. 1823-1847 között négy oktett került ki a kezéből vonósnégyesre. A darabokban a 2 csoport a kettős kórusok felépítését követve gyakran váltja egymást, a teljes nyolcszólamúság csak a kompozíció közepén valósult meg. A Spohr által létrehozott új műfaj azonban, dacára a kezdeti sikereknek, nem tudott tartósan gyökeret verni, és más zeneszerzők alig alkottak valamit ebben a műfajban. Ennek okát a műfaj igényes összeállításában kell keresni. A XX. századi szerzők hasonló darabjai is inkább csak kuriózumnak számítanak.

### Operái és egyéb vokális darabjai
Ma már ritkán játsszák operáit, és az operatörténetek is elfejtik, de Spohr a német romantikus opera egyik megteremtője és Carl Maria von Weber mellett a legnagyobb korai mestere. Az 1816-ban bemutatott Faust az egyik első romantikus német opera volt, az akkoriban még mindig nagy népszerűségnek örvendő singspielek hatására, prózai dialógusokkal. A darab a szerző első operája, és lényegében még az olasz bel canto hatása alatt készült számokból állt, de a recitativo accompagnatókban, néhány végig komponált jelenetben, valamint az emléketető motívumok alkalmazásában, egészen a zenedrámáig mutat előre.

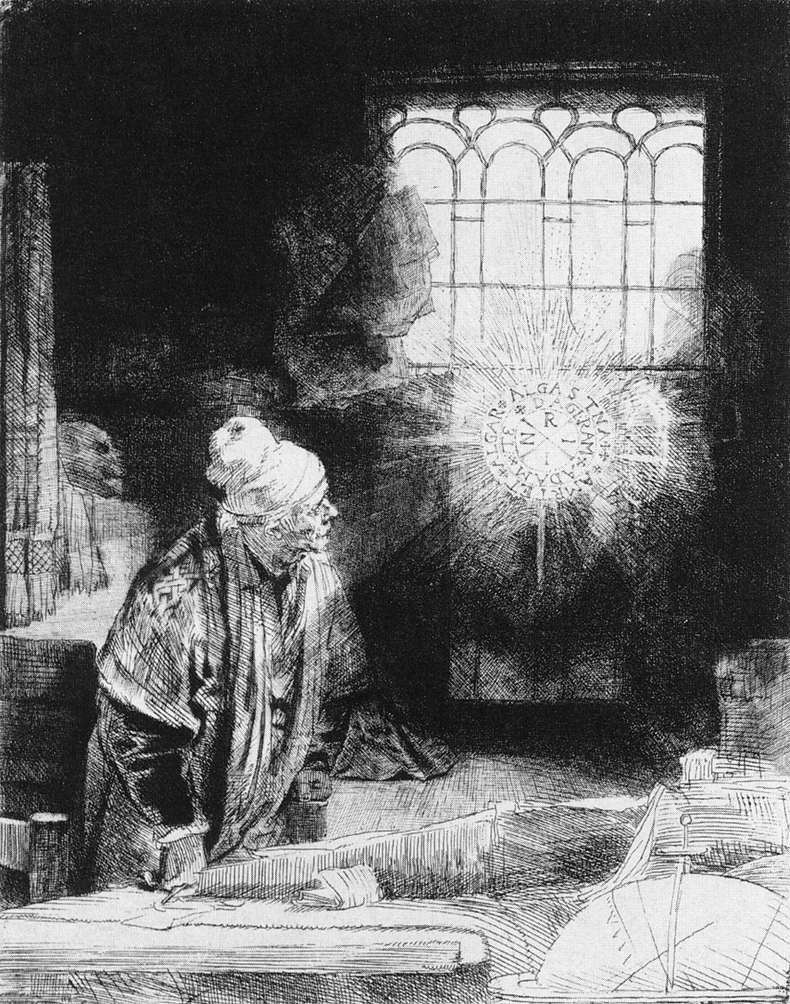
Rembrandt: Faust

A szövegkönyv megkerülte Goethe művét (aki ekkor még be sem fejezte drámai költeménye második részét), és a Sturm und Drang mozgalomnak nevet adó darabjáról elhíresült Maximiliam Klinger drámája, valamint a népkönyv alapján készült. Két évvel később a szerző kibővítette darabját (megtoldotta még egy felvonással), majd az 1852-es londoni bemutató alkalmával a prózai dialógusokat recitativókkal cserélte le. A Faust a maga korában az egyik legnépszerűbb német opera volt.
Spohr másik jelentős, ma már szintén ritkán játszott színpadi műve a Jessonda. A műfaji megjelölés szerint nagyopera három felvonásban. A szövegkönyv alapja egy, a portugál gyarmatosítás idején Indiában játszódó történet. A darab Weber Euryanthe-ja mellett az egyik legelső végigkomponált romantikus opera, a német opera stílusváltását vezeti be. De a darabon még érezhető a bécsi klasszicista szerzők, elsősorban természetesen Mozart hatása, a klasszikus formai kötöttség. Jellemző a szerzőre a drámai vonások hiánya, a lírai dallamok túlsúlya. A hosszú jelenetek recitativikus-ariózus énekbeszédével Spohr a Wagner féle zenedrámák stílusának az alapjait rakta le. A darabot nagy mesterségbeli tudással komponálta meg, helyenként kiváló drámai jelenetek is akadnak a műben, de a kolorittal a szerző semmit sem törődik. A dallamvilág egyáltalán nem keleti. A hangszerelés takarékos, a hangsúlyt a vonósokra fektette.
Vokális művei közül kiemelkedik c-moll miséje is, amelyet 5 szólistára és két öt szólamú kórusra írt. A mű ihletői a régi olasz mesterek kórusművei voltak, a klasszikus polifóniát romantikus mintákkal kapcsolta össze. A darabot a szerző zenekari kíséret nélkül készítette el, a zongora kíséret csak a próbákon lehet segítség a begyakorláshoz az eredeti szerint.

## Meghallgatható felvételek
6 német dal, op. 103, énekhangra, klarinétra és zongorára (1837).
- Nem tudod lejátszani a fájlt? Olvasd el a Wikipédia:Médiafájlok lapot.